# Now (The Dubliners)
Now è un album in studio del gruppo musicale irlandese The Dubliners, pubblicato dall'etichetta discografica Polydor Records nel 1975.
In quest'album i Dubliners sono ridotti ad un quartetto (in copertina compaiono in cinque) dopo l'abbandono di Ciarán Bourke e Ronnie Drew.
Farewell to Carlingford - Brano scritto da Tommy Makem, un noto cantante e compositore irlandese. I Dubliners ascoltarono questa canzone durante un'esibizione televisiva dello stesso Makem.
The Old Triangle - Si ritiene che questa canzone sia stata composta da Brendan Behan durante una delle sue visite nel carcere di Montjoy, gli arrangiamenti di questo brano furono composti dagli stessi Dubliners capitati durante una festa serale senza i loro strumenti e fu chiesto a loro di cantare la canzone.
The Beggar Man - La canzone racconta di un vagabondo scappato con una ragazza alla quale racconta che egli in realtà è un nobile sotto mentite spoglie.
Matt Hyland - Contrastante la paternità di questo brano tradizionale. Per alcuni è di origine irlandese, altri invece sostengono che sia scozzese. Jim ritiene che sia irlandese per alcune ragioni, una di queste è la parola isola contenuta nel testo.
The Downfall of Paris - Ballata molto popolare in Irlanda. Fu il cantante dublinese Dan Dowd a cantarla qualche anno prima durante un festival folk di musica celtica, dando spunto ai Dubliners di riproporla in seguito su disco.
Carrickfergus - Una delle canzoni preferite dal gruppo. Una canzone d'amore scritta da un immigrato irlandese e del suo desiderio di ritornare nella sua terra.
Lord of the Dance - Canzone scritta da Sydney Carter, un noto autore folk inglese, un altro dei brani favoriti dal gruppo irlandese.
The Lifeboat Mona - Scritta da Peggy Seeger. La canzone racconta di una tragedia in mare accaduta sulle coste britanniche del Mare del Nord nel dicembre del 1959, quando la scialuppa di salvataggio della nave Mona si capovolse nel mare in tempesta con gli otto componenti dell'equipaggio, che persero la vita nel tentativo di soccorrere alcuni marinai della nave Broughty.
Farewell to Ireland - Brano tradizionale irlandese, che Barney imparò da un virtuoso violinista irlandese di nome Martin Byrnes, un grande amico del gruppo.
The Unquiet Grave - Una vecchia popolare canzone folk d'amore inglese.
Lord Inchiquin - Scritto da Carolan (1670-1738) uno dei più grandi arpisti irlandesi, che scrisse un gran numero di pezzi arrivati fino ai nostri tempi. Il brano è dedicato al quarto conte di Inchiquin, la cui famiglia abitava nel castello di Dromolan, contea di Clare in Irlanda.
The Lark in the Morning - Il brano è un avvertimento alle ragazze a non fidanzarsi con i ploughboys (campagnoli).

## Tracce
Lato A
1. Farewell to Carlingford – 2:26 (Tommy Makem)
2. The Old Triangle – 2:53 (Brendan Behan)
3. The Beggar Man – 2:01 (Tradizionale; arrangiamento The Dubliners)
4. Matt Hyland – 5:16 (Tradizionale; arrangiamento The Dubliners)
5. The Downfall of Paris – 3:24 (Tradizionale; arrangiamento The Dubliners)
6. Carrickfergus – 3:57 (Tradizionale; arrangiamento The Dubliners)

Lato B
1. Lord of Dance – 2:26 (Sydney Carter)
2. Lifeboat Mona – 4:01 (Peggy Seeger)
3. Farewell to Ireland – 2:23 (Tradizionale; arrangiamento The Dubliners)
4. The Unquiet Grave – 5:08 (Tradizionale; arrangiamento The Dubliners)
5. Lord Inchiquin – 4:56 (Tradizionale; arrangiamento The Dubliners)
6. The Lark in the Morning – 3:06 (Tradizionale; arrangiamento The Dubliners)

## Formazione
- Luke Kelly - voce, banjo a 5 corde
- Barney McKenna - banjo tenore, mandolino
- John Sheahan - fiddle, tin whistle, mandolino
- Jim McCann - voce, chitarra

Note aggiuntive
- Earl Gill - produttore
- Registrato al Polydor Studio di Londra, Inghilterra
- David Hudson - ingegnere della registrazione
- Vincent McEvoy - direzione artistica
- Tom Collins - fotografie
- Keith Davis - design[2]